# Hadena dilusceus
Hadena dilusceus là một loài bướm đêm trong họ Noctuidae.